# 1-я гвардейская танковая армия
1-я гвардейская танковая Краснознамённая армия (сокр. 1 ТА, Войсковая часть №  73621) — гвардейское оперативное объединение РККА и Советской армии Вооружённых сил СССР (1943—1991) и России (1991—1999, 2014 — н. в.).
После окончания Великой Отечественной войны входила в состав ГСОВГ (ГСВГ, ЗГВ). Управление — Полевая почта № 08608. Штаб-квартира — Дрезден. Позывной — Лира.
После вывода из ГДР штаб дислоцировался в г. Смоленске. С 2014 года пункт постоянной дислокации управления армии — г. Одинцово, мкр. Баковка (Московская область). Войска армии дислоцируются в Московской, Ивановской, Смоленской, Ярославской и Нижегородской областях.
Юбилеи армии отмечаются 30 января — в день формирования 1 ТА РККА.

## История
Распоряжением Ставки Верховного Главнокомандования от 30 января 1943 года № 46021 на Северо-Западном фронте на базе управления 29-й армии в районе города Осташкова была сформирована 1-я танковая армия. В состав армии вошли: 6-й танковый и 3-й механизированный корпуса, 100-я отдельная танковая бригада, четыре отдельных танковых полка, 6-я и 9-я воздушно-десантные дивизии, шесть лыжно-стрелковых бригад, два полка гвардейских миномётов, зенитно-артиллерийская дивизия и другие части. Ядром формировавшейся армии стала 1-я гвардейская танковая бригада, которой с сентября 1941 по апрель 1942 года командовал М. Е. Катуков. Воины бригады, первые среди советских танкистов удостоенные гвардейского звания в боях с фашистами при защите Москвы, в октябре 1941 года нанесли тяжёлое поражение танкам Гудериана под Мценском. Совместно с 6-м танковым корпусом генерала А. Л. Гетмана они участвовали в тяжёлых боях под Гжатском, Сычёвкой и Карманово, внесли свой вклад в освобождение Смоленщины. Верховный Главнокомандующий в приказе № 337 от 11 ноября 1941 года действия танкистов-катуковцев поставил в пример для подражания всем частям Красной Армии. Такого рода приказ был единственным за всю войну.
Командующим 1-й танковой армией был назначен генерал-лейтенант танковых войск М. Е. Катуков (с января 1943 по ноябрь 1947 года), членом Военного совета армии — генерал-майор танковых войск Н. К. Попель, начальником штаба — генерал-майор М. А. Шалин.
С 15 февраля 1943 армия входила в состав особой группы генерала М. С. Хозина. В апреле 1943 года объединение включено в состав Воронежского фронта. Боевое крещение 1-я танковая армия получила на Курской дуге, где на южном фасе она нанесла поражение подразделениям моторизованной дивизии «Великая Германия» 48-го танкового корпуса и 2-му танковому корпусу СС, в составе которого находились моторизованные дивизии «Мертвая голова», «Адольф Гитлер», «Рейх».
Потери 1-й гв. танковой армии за операцию «Полководец Румянцев», по советским данным, составили: безвозвратно — 288 танков, подбитыми — 417.
25 апреля 1944 года приказом Наркома Обороны СССР № 0016 за умелое выполнение боевых задач по разгрому немецких захватчиков, за проявленные героизм и отвагу, за стойкость, мужество, дисциплину, организованность и умелое выполнение боевых задач 1-я танковая армия была преобразована в 1-ю гвардейскую танковую армию.
В составе 1-го Украинского, 1-го и 2-го Белорусского фронтов армия участвовала в Львовско-Сандомирской, Висло-Одерской операциях. В феврале — марте 1945 года 1-я гвардейская танковая армия участвовала в Восточно-Померанской, в апреле-мае в Берлинской стратегических наступательных операциях. Особенно успешно армия действовала в Варшавско-Познанской операции (14 января — 3 февраля 1945 г.), в ходе которой войска за 18 суток прошли с боями до 500 км, прорвали 7 оборонительных рубежей, с ходу форсировали реки Пилица, Варта, Одер, освободили сотни польских городов и сел.
1-я гвардейская танковая армия прошла боевой путь от Курска до Берлина протяжённостью три тысячи километров. Армия самостоятельно и во взаимодействии с войсками других армий освободила на территории Советского Союза 54 города, на территории Польши — 72, на территории Германии овладела 25 городами. За успешные боевые действия гвардейские знамёна соединений и частей армии украсили 127 боевых орденов. За ратные подвиги в годы войны свыше 80 тыс. воинов армии награждены орденами и медалями, а 117 из них присвоено звание Героя Советского Союза. Дважды этого звания были удостоены М. Е. Катуков, И. Н. Бойко  и И. И. Гусаковский. На боевом счету 1-й гвардейской танковой армии 5500 уничтоженных и захваченных танков, 491 самоходное орудие, 1161 самолёт, 1251 бронемашина и бронетранспортёр, 4794 орудия разных калибров, 1545 миномётов, 5797 пулемётов, 31 064 автомашины и много другой боевой техники, вооружения и военного имущества врага.
Из рядов 1-й гвардейской танковой армии вышла целая плеяда видных военачальников: маршал бронетанковых войск М. Е. Катуков, Главный маршал бронетанковых войск А. Х. Бабаджанян, Маршал Советского Союза И. И. Якубовский, Главный маршал артиллерии В. Ф. Толубко, маршал войск связи А. И. Белов, генералы армии А. Л. Гетман, И. И. Гусаковский, Е. Ф. Ивановский, П. Г. Лушев, Б. В. Снетков, В. В. Герасимов, генерал-полковники В. Е. Павлов, Г. Н. Трошев и многие другие.
После окончания войны 1-я гвардейская танковая армия осталась на территории Советской зоны оккупации Германии (с 1949 года ГДР), и в 1946 года была, в связи с моторизацией и механизацией ВС Союза ССР переформирована в 1-ю гвардейскую механизированную армию, а во 2-й половине 1950-х годов была обратно переформированы в гвардейскую танковую, с дислокацией управления армии в Дрездене, где охраняла западные рубежи Организации Варшавского договора в составе Группы советских войск в Германии (Западной группы войск). 21 августа 1968 года армия приняла участие в операции «Дунай». Части и подразделения армии участвовали в ликвидации последствий аварии на Чернобыльской АЭС
С 1992 года армия была расположена на смоленском направлении. Её части и подразделения воевали во всех горячих точках, за участие в первой чеченской войне 6 военнослужащих армии были удостоены звания Герой Российской Федерации. В 1999 году армия была расформирована.

### Воссоздание
1-я гвардейская танковая Краснознамённая армия была воссоздана 13 ноября 2014 г. в соответствии с Указом Президента Российской Федерации. Управление армии воссоздано в связи с передислокацией управления 20-й гвардейской общевойсковой армии на границу с Украиной. Воссоздание проходило незаметно для широкой публики, и о формировании объединения стало известно только в начале июня 2015 года. Командующим объединением стал Александр Юрьевич Чайко, до этого возглавлявший 20-ю гвардейскую общевойсковую армию. Создание армии облегчило управление частями и соединениями, дислоцированными под Москвой, что ранее вызывало затруднения из-за того, что штаб ЗВО находится в Санкт-Петербурге. Первыми в состав нового войскового объединения вошли 4-я гвардейская танковая и 2-я гвардейская мотострелковая дивизии.
3 февраля 2018 года командующий войсками Западного военного округа генерал-полковник Андрей Валериевич Картаполов вручил личному составу армии Боевое знамя нового образца.

### Вторжение на Украину
В 2022 году на начальном этапе вторжения на Украину 1-я танковая армия понесла тяжёлые потери. В первые дни вторжения частям армии было поставлено несколько высокоуровневых задач, в том числе помощь в захвате Киева и Харькова. Понеся большие потери на пути к Киеву, 1-я танковая армия передислоцировалась в направлении Харькова, 4-я танковая дивизия, входящая в армию, не смогла отрезать Харьков в первые часы вторжения и не смогла прорвать оборону. Согласно записям потерь РФ, обнародованным военной разведкой Украины в мае, 1-я танковая армия потеряла 131 танк и 409 военнослужащих за первые 19 дней боев.
Армия воевала также в Сумской области. Украинские войска перерезали пути снабжения, грузовики постоянно попадали в засады, в результате нехватки топлива и боеприпасов экипажи бросали технику. Была затруднена эвакуация раненых. Армия спешно отступила в начале апреля, оставив тела погибших.
В течение лета армия понесла дополнительные потери, не имея особых заслуг.
На второй фазе вторжения на Украину подразделения армии наступали от г. Изюм на славянском направлении, о чём сообщалось в середине мая. В мае в связи с неудачей наступления из Изюма ВС РФ перенаправили усилия на попытки создания меньшего котла вокруг Северодонецка и Лисичанска, что помогло бы завершить оккупацию Луганской области.
По информации британской разведки, 1-я танковая армия после потерь на начальном этапе вторжения не успела восстановить боеспособность к началу контрнаступления Украины в Харьковской области. Значительная часть подразделений армии была направлена на херсонское направление, ослабив оборону в Харьковской области. Подразделения армии были отведены из Изюма при контрнаступлении ВСУ в Харьковской области, при этом 1-я гвардейская танковая армия понесла чрезвычайно тяжелые потери.
В сентябре 2024 года расследователь по открытым данным сообщил, что часть из 1500-членной команды российского авианосца «Адмирал Кузнецов» была отправлена на войну с Украиной. Моряков с авианосца сформировали в механизированный батальон «Фрегат» в составе 1-й танковой армии.

## Состав

### В военное время

#### 1-я танковая армия
В период Великой Отечественной войны входили следующие формирования:
- 3-й механизированный корпус
- 6-й танковый корпус
- 6-я воздушно-десантная дивизия
- 9-я воздушно-десантная дивизия
- 7-й отдельный танковый полк
- 62-й отдельный танковый полк
- 63-й отдельный танковый полк
- 64-й отдельный танковый полк
- 64-я отдельная гвардейская танковая бригада (с 23 октября 1943 года)
- 14-я лыжная бригада
- 15-я лыжная бригада
- 20-я лыжная бригада
- 25-я лыжная бригада
- 265-й миномётный полк
- 276-й миномётный полк
- 289-й гаубично-артиллерийский полк
- 316-й гвардейский миномётный полк
- 73-й гвардейский миномётный полк
- 263-й зенитный артиллерийский полк

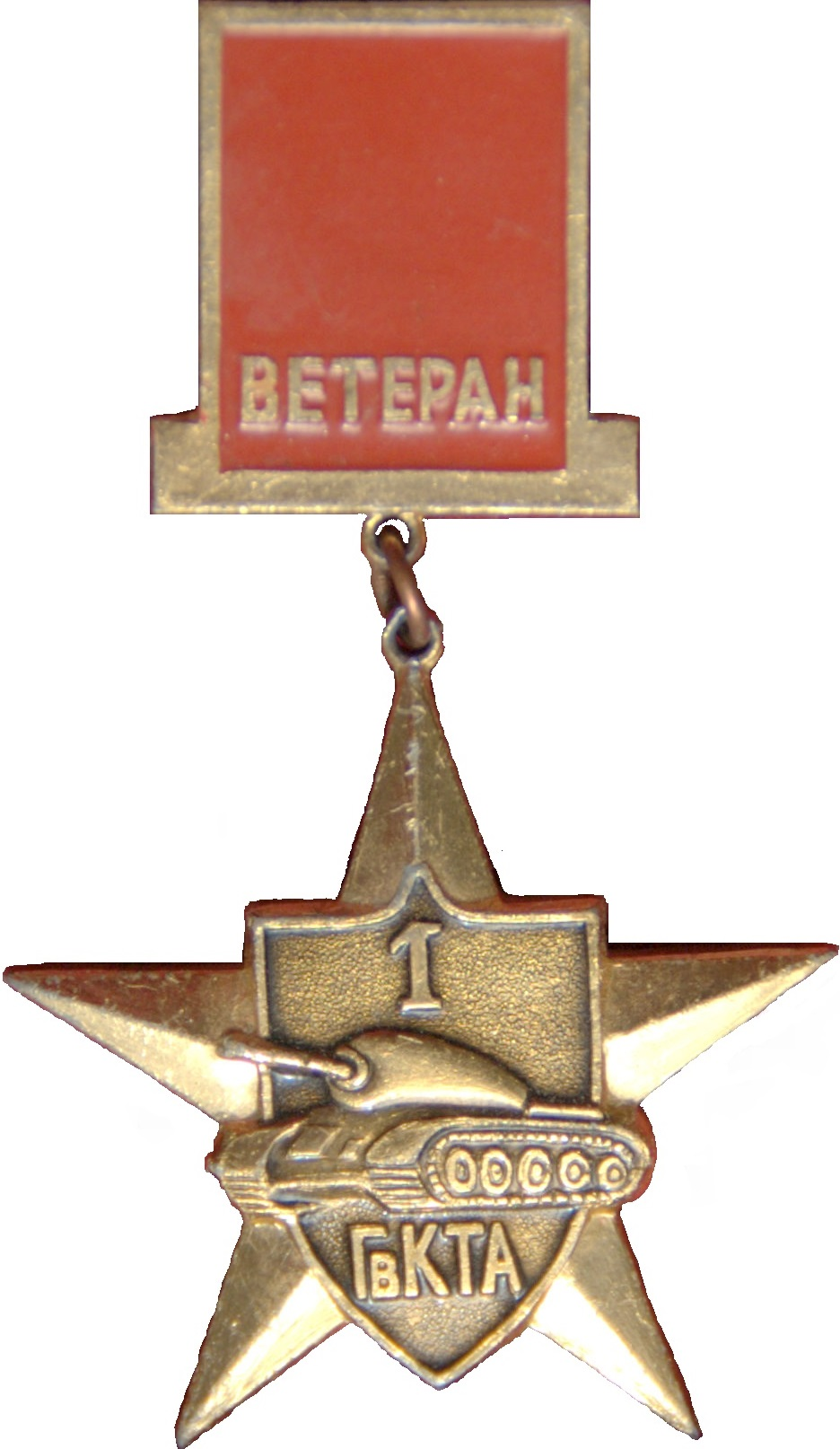
Нагрудный знак «Ветеран 1 ГвКТА»

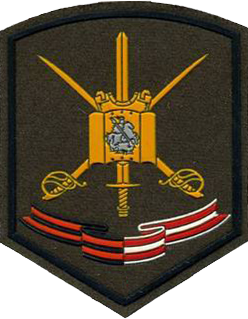
Эмблема 1 гв. ТА в ВС России.

- 346-й отдельный батальон связи
- 351-й отдельный батальон связи
- 83-й полк связи
- 6480-й линейный батальон связи
- 85-я кабельно-шестовая рота
- 28-я кабельно-шестовая рота
- 80-я кабельно-шестовая рота
- 858-я телефонно-строительная рота
- склады
- санитарные учреждения

#### 1-я гвардейская танковая армия
В период Великой Отечественной войны входили следующие формирования:
- Управление (штаб)
- (6-й) 11-й гвардейский танковый Прикарпатско-Берлинский Краснознамённый, ордена Суворова корпус;
- (3-й) 8-й гвардейский механизированный Прикарпатско-Берлинский Краснознамённый, ордена Суворова корпус.
- (8-я) 4-я гвардейская зенитная артиллерийская Киевско-Лодзинская Краснознамённая, орденов Кутузова и Богдана Хмельницкого дивизия[a][b]
- (49-я) 64-я гвардейская танковая Черновицко-Берлинская ордена Ленина, Краснознамённая, ордена Суворова бригада
- 19-я самоходно-артиллерийская Лодзинская орденов Богдана Хмельницкого и Александра Невского бригада
- 197-я лёгкая артиллерийская Лодзинская орденов Суворова и Кутузова бригада
- 17-я моторизованная инженерная Бранденбургская орденов Кутузова и Александра Невского бригада[c]
- 11-й гвардейский тяжёлый танковый Бранденбургский Краснознамённый, ордена Кутузова полк
- 79-й гвардейский миномётный Черновицкий Краснознамённый, орденов Суворова, Кутузова и Богдана Хмельницкого полк
- 6-й мотоциклетный Черкасский Краснознамённый, ордена Богдана Хмельницкого полк
- (83-й) 3-й отдельный гвардейский Прикарпатский Краснознамённый ордена Александра Невского полк связи[d][e][f]
- (385-й) 191-й гвардейский авиационный Прикарпатский Краснознамённый полк связи
- 35-й автотранспортный Прикарпатский ордена Красной Звезды полк
- (81-й) 12-й гвардейский мотоциклетный Бранденбургский ордена Александра Невского батальон
- (71-й) 13-й гвардейский моторизованный инженерный Прикарпатский орденов Александра Невского и Красной Звезды батальон
- (267-й) 14-й гвардейский моторизованный инженерный Черновицкий орденов Богдана Хмельницкого и Красной Звезды батальон[g]
- 20-й отдельный моторизованный понтонно-мостовой Рава-Русский орденов Богдана Хмельницкого и Красной Звезды батальон[h]
- 6-й ремонтно-восстановительный орденов Александра Невского и Красной Звезды батальон
- 583-й хирургический подвижной ордена Красной Звезды госпиталь

### На 1991 год
- Управление (штаб) (Дрезден)

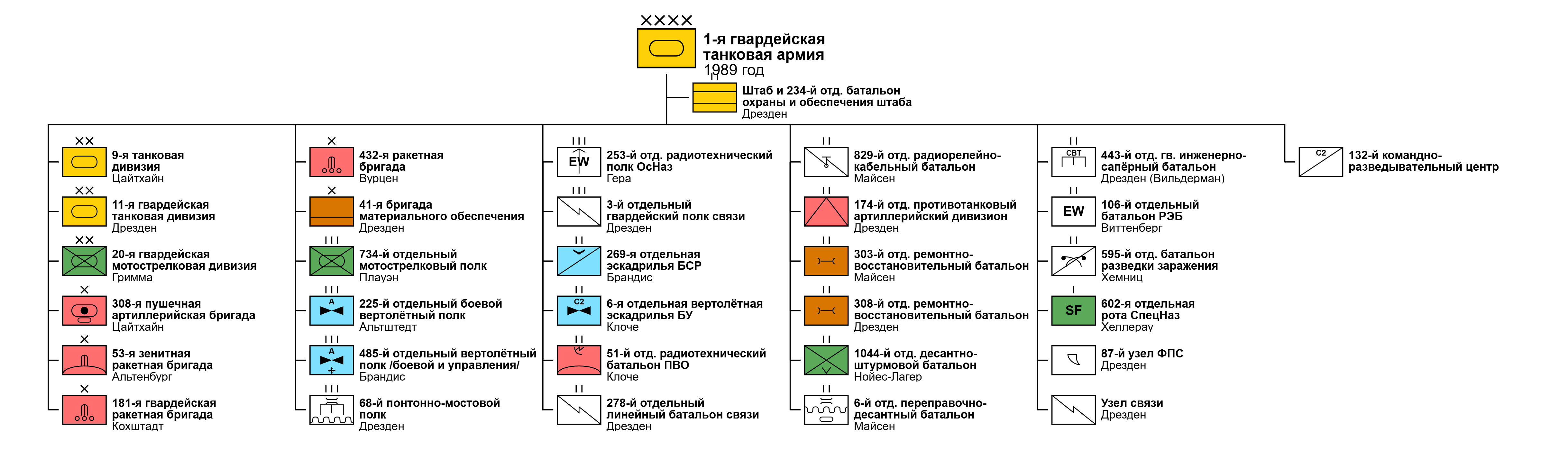
ОШС 1-й ТА на 1989 год.

- 9-я танковая Бобруйско-Берлинская Краснознамённая, ордена Суворова дивизия (Риза). Пп № 60990[i]

Всего: 238 танков Т-80, 343 БМП (171 БМП-2, 143 БМП-1, 29 БРМ-1К), 24 БТР (10 БТР-70, 14 БТР-60), 126 САУ (72 2С1, 54 2С3), 36 миномётов 2С12, 18 РСЗО Град.
- 11-я гвардейская танковая Прикарпатско-Берлинская Краснознамённая, ордена Суворова дивизия (Дрезден), пп № 58325[j]

Всего: 295 танков Т-80, 375 БМП (129 БМП-2, 130 БМП-1, 15 БРМ-1К), 39 БТР (36 БТР-70, 3 БТР-60), 90 САУ (36 2С1, 54 2С3), 36 орудий Д-30, 30 миномётов 2С12, 18 РСЗО Град.
- 20-я гвардейская мотострелковая Прикарпатско-Берлинская Краснознамённая, ордена Суворова дивизия (Гримма) Пп № 22220[k]

Всего: 154 танка Т-80, 349 БМП (120 БМП-2, 200 БМП-1, 29 БРМ-1К), 303 БТР (155 БТР-70, 148 БТР-60), 130 САУ (76 2С1, 54 2С3), 72 миномёта 2С12, 18 РСЗО Град.
- 308-я пушечная артиллерийская Лодзинская орденов Суворова и Кутузова бригада[l] (Цайтхайн)

Всего: 72 2С5 «Гиацинт», 6 ПРП-3, 2 Р-145БМ, 1 Р-156, 2 БТР-60
- 181-я гвардейская ракетная Новозыбковская Краснознамённая, орденов Суворова и Александра Невского бригада, (Кохштадт) (8 9К72 «Эльбрус»)

- 432-я ракетная бригада (Вурцен)
- 53-я зенитная ракетная бригада (Альтенбург)
- 41-я бригада материального обеспечения (Дрезден)
- 225-й отдельный боевой вертолётный полк[m] (Альтштедт) (40 Ми-24, 9 Ми-8)
- 485-й отдельный вертолётный полк /боевой и управления/ (Брандис) (40 Ми-24, 25 Ми-8)
- 68-й понтонно-мостовой полк (Дрезден)
- 3-й отдельный гвардейский Прикарпатский Краснознамённый, ордена Александра Невского полк связи (Дрезден)
- 253-й отдельный радиотехнический полк ОсНаз (Гера-Мерзебург)
- 147-й отдельный танковый полк[n] (Плауэн)
- 101-й отдельный учебный танковый полк (Дрезден)
- 6-я отдельная вертолётная эскадрилья боевого управления (аэр. Клоче[27][28]) (6 Ми-8, 2 Ми-6, 2 Ми-24К, 2 Ми-24Р)
- 269-я отдельная эскадрилья беспилотных средств разведки (Брандис)
- 1044-й отдельный десантно-штурмовой батальон (Нойес-Лагер)
- 443-й отдельный гвардейский инженерно-сапёрный батальон (Дрезден-Вильдерман)
- 6-й отдельный переправочно-десантный батальон (Майссен)
- 51-й отдельный радиотехнический батальон ПВО (аэр. Клоче)
- 106-й отдельный батальон радиоэлектронной борьбы (Виттенберг)
- 595-й отдельный батальон разведки заражения (Хемниц)
- 303-й отдельный ремонтно-восстановительный батальон (Майссен)
- 308-й отдельный ремонтно-восстановительный батальон (Дрезден)
- 234-й отдельный батальон охраны и обеспечения штаба (Дрезден)
- 174-й отдельный противотанковый дивизион (Дрезден)
- 829-й отдельный радиорелейно-кабельный батальон (Майсен)
- 583-й хирургический подвижной ордена Красной Звезды госпиталь (Дрезден)
- 1-й армейский медицинский склад (Дрезден) ВЧ 12980
- 273-я отдельная рота связи управления авиации и радиотехнического обеспечения полётов (Дрезден)
- 602-я отдельная рота специального назначения (Хеллерау)
- 132-й командно-разведывательный центр (Дрезден)
- 87-й узел ФПС (Дрезден)
- Узел связи (Дрезден)

### На 1998 год
- Управление (штаб) (Смоленск)
- 234-й отдельный батальон охраны и обеспечения штаба армии
- 4-я гвардейская танковая Кантемировская ордена Ленина, Краснознамённая дивизия имени Ю. В. Андропова (Наро-Фоминск);
- 144-я гвардейская мотострелковая Ельнинская Краснознамённая, ордена Суворова дивизия (Ельня).
- 166-я отдельная гвардейская мотострелковая Витебско-Новгородская дважды Краснознамённая бригада

- 18-я отдельная мотострелковая бригада
- 49-я зенитная ракетная бригада
- 126-я ракетная бригада
- 280-я армейская артиллерийская бригада
- 145-й противотанковый артиллерийский полк
- 939-й реактивный артиллерийский полк
- 440-й отдельный вертолётный полк (боевой и управления)
- 336-й отдельный боевой вертолётный полк
- 312-й радиотехнический полк особого назначения
- 3-й отдельный гвардейский Прикарпатский[29] Краснознамённый[30] ордена Александра Невского[31] полк связи
- 829-й отдельный радиорелейный кабельный батальон связи
- 1921-й отдельный батальон РЭБ «Н»
- 283-й отдельный батальон РХБ защиты
- 804-й отдельный батальон засечки разрывов
- 704-й отдельный разведывательный артиллерийский дивизион
- 806-я отдельная рота специального назначения
- 755-й узел связи
- 87-й узел фельдъегерско-почтовой связи
- 533-й командно-разведывательный центр
- 1036-й командный пункт авиации
- 1340-й командный пункт противовоздушной обороны
- 5538-я армейская ремонтно-восстановительная база
- 4894-я подвижная ракетно-техническая база
- 5382-я зенитная техническая ракетная база
- 468-я база хранения вооружения и техники

### На 2022 год
- Управление (штаб) (Баковка (г. Одинцово), Московская область)[32][33]
- 4-я гвардейская танковая Кантемировская ордена Ленина, Краснознамённая дивизия имени Ю. В. Андропова, в/ч 19612 (г. Наро-Фоминск).
- 47-я танковая Ченстоховская Краснознамённая, ордена Кутузова дивизия (п. Мулино)
- 2-я гвардейская мотострелковая Таманская ордена Октябрьской Революции, Краснознамённая ордена Суворова дивизия имени М. И. Калинина, в/ч 23626 (пгт Калининец);
- 27-я отдельная гвардейская мотострелковая Севастопольская Краснознамённая бригада имени 60-летия СССР, в/ч 61899 (п. Мосрентген)
- 288-я гвардейская артиллерийская Варшавская Краснознамённая, ордена Кутузова бригада, в/ч 30683 (п. Мулино)
- 112-я гвардейская ракетная Новороссийская ордена Ленина, дважды Краснознамённая, орденов Суворова, Кутузова, Богдана Хмельницкого и Александра Невского бригада, в/ч 03333 (г. Шуя)
- 49-я гвардейская зенитная ракетная бригада, в/ч 21555 (п. Красный Бор)
- 60-я бригада управления, в/ч 76736 (п. Селятино)
- 96-я отдельная Нижегородская бригада разведки, в/ч 52634 (г. Нижний Новгород)[34]
- 6-й инженерно-сапёрный полк (г. Ростов Великий)[35][36].
- 20-й полк радиационной, химической и биологической защиты[o], в/ч 12102 (пгт Центральный).
- 887-й командный пункт ПВО;
- 231-й отдельный радиобатальон Осназ (г. Смоленск);
- 102-я топографическая часть;
- 532-й командно-разведывательный центр

## Отличившиеся воины армии

### Герои Советского Союза
117 военнослужащим 1-й гвардейской танковой армии были присвоены звания Героя Советского Союза.
Дважды Герои Советского Союза:
- Бойко Иван Никифорович, гвардии подполковник, командир 64-й гвардейской танковой бригады. Указы Президиума Верховного Совета СССР от 10.01.1944 г., 26.04.1944 г. Медали «Золотая Звезда» № 2072,2413.
- Гусаковский Иосиф Ираклиевич, гвардии полковник, командир 44-й гвардейской танковой бригады 11-го гвардейского танкового корпуса. Указы Президиума Верховного Совета СССР от 23.09.1944 г., 6.04.1945 г. Медали «Золотая Звезда» № 32, 4584. После Берлинской операции представлялся к званию Герой Советского Союза в третий раз[39].
- Катуков Михаил Ефимович, гвардии генерал-полковник танковых войск, командующий 1-й гвардейской танковой армией. Указы Президиума Верховного Совета СССР от 23.09.1944 г., 6.04.1945 г. Медали «Золотая Звезда» № 4584, 5239.
- 11-й гвардейский танковый Прикарпатско-Берлинский Краснознамённый, ордена Суворова корпус — 42 Героя Советского Союза;
- 8-й гвардейский механизированный Прикарпатско-Берлинский Краснознамённый, ордена Суворова корпус — 53 Героя Советского Союза.
- 4-я гвардейская зенитно-артиллерийская Киевская Краснознамённая, ордена Богдана Хмельницкого дивизия:
  - Губа Даниил Хрисанфович, гвардии сержант, командир орудия 256-го гвардейского зенитного артиллерийского полка. Указ Президиума Верховного Совета СССР от 31.05.1945 года.
- 197-я отдельная лёгкая артиллерийская Лодзинская ордена Кутузова бригада:
  - Евстахов Николай Александрович, сержант, командир орудия 1170-го лёгкого артиллерийского полка. Указ Президиума Верховного Совета СССР от 31.05.1945 года.
  - Соколов Африкан Фёдорович, подполковник, командир 1430-го лёгкого артиллерийского полка. Указ Президиума Верховного Совета СССР от 31.05.1945 года.
- 64-я гвардейская танковая Черновицко-Берлинская ордена Ленина, Краснознамённая ордена, Суворова бригада:
  - Адушкин Иван Прокофьевич, гвардии старший лейтенант, командир танковой роты 3 танкового батальона. Указ Президиума Верховного Совета СССР от 26.04.1944 года.
  - Андрощук Иван Степанович, гвардии капитан, командир 2 танкового батальона. Указ Президиума Верховного Совета СССР от 31.05.1945 года.
  - Безбородов Василий Петрович, гвардии майор, командир моторизованного батальона автоматчиков. Указ Президиума Верховного Совета СССР от 31.05.1945 года.
  - Бурда Александр Фёдорович, гвардии подполковник, командир бригады. Указ Президиума Верховного Совета СССР от 24.04.1944 года. Награждён посмертно.
  - Шкиль Василий Фёдорович, гвардии младший лейтенант, командир танкового взвода 1 танкового батальона. Указ Президиума Верховного Совета СССР от 26.04.1944 года. Погиб в боях за Берлин 20.04.1945 года.
- 1008 истребительно-противотанковый артиллерийский полк:
  - Гагкаев Алихан Андреевич, старший лейтенант, командир 5 батареи. Указ Президиума Верховного Совета СССР от 6.05.1965 года. Награждён посмертно.
- 17-я моторизованная инженерная бригада:
  - Высогорец Михаил Амосович, гвардии капитан, командир инженерной роты 13-го отдельного гвардейского моторизованного инженерного Прикарпатского батальона. Указ Президиума Верховного Совета СССР от 23.09.1944 года. Награждён посмертно.
  - Горбунов Степан Петрович, гвардии старший сержант, командир отделения 13-го отдельного гвардейского моторизованного инженерного Прикарпатского батальона. Указ Президиума Верховного Совета СССР от 23.09.1944 года.
  - Чупин Алексей Михайлович, гвардии младший сержант, сапёр 13-го отдельного гвардейского моторизованного инженерного Прикарпатского батальона. Указ Президиума Верховного Совета СССР от 23.09.1944 года.
- 19-я лёгкая самоходно-артиллерийская Лодзинская орденов Богдана Хмельницкого и Александра Невского бригада:
  - Земляков Василий Иванович, полковник, командир бригады. Указ Президиума Верховного Совета СССР от 23.09.1944 года.

### Кавалеры ордена Славы 3-х степеней[40]
- 11-й гвардейский танковый Прикарпатско-Берлинский Краснознамённый, ордена Суворова корпус — 1 человек.
- 8-й гвардейский механизированный Прикарпатско-Берлинский Краснознамённый, ордена Суворова корпус — 9 человек.
- 11-й танковый Радомско-Берлинский Краснознамённый, орденов Суворова и Кутузова корпус:
  - Бучнев, Михаил Васильевич, старший сержант, механик-водитель танка 1-го танкового батальона 20-й танковой бригады;
  - Дудко, Фёдор Иванович,старшина, командир орудийного расчёта противотанковой батареи 20-й танковой бригады;
  - Макаров, Николай Григорьевич, старший сержант, командир отделения моторизованного батальона автоматчиков 36-й танковой бригады;
  - Петров, Дмитрий Ананьевич, сержант, автоматчик моторизованного батальона автоматчиков 65-й танковой бригады;
  - Сычёв, Андрей Трофимович, сержант, командир орудия танка Т-34 65-й танковой бригады.
- 25-я отдельная истребительно-противотанковая артиллерийская бригада резерва Главного Командования:
  - Базяев, Степан Егорович, старший сержант, командир отделения разведки 490-го истребительно-противотанкового артиллерийского полка;
  - Тонковид, Иван Сергеевич, старший сержант, командир отделения разведки батареи 1187-го истребительно-противотанкового артиллерийского полка.

### Герои Российской Федерации
- Алимов Владимир Ришадович, майор (впоследствии полковник). Указ Президента Российской Федерации от 15 февраля 2000 года.
- Ананичев Александр Михайлович, гвардии майор. Указ Президента Российской Федерации («закрытый») от 15 августа 2022 года. Награждён посмертно.
- Баталов Игорь Адольфович, гвардии капитан(впоследствии подполковник). Указ Президента Российской Федерации от 15 мая 1995 года.
- Беляев Дмитрий Васильевич, гвардии старший лейтенант, командир зенитного ракетного взвода. Указ Президента Российской Федерации («закрытый») от 15 июня 2023 года. Награждён посмертно.
- Гусляков Георгий Иванович, гвардии старшина в отставке, ветеран Великой Отечественной войны. Указ Президента Российской Федерации от 28 февраля 1994 года.
- Гутаров Денис Владимирович, полковник, начальник оперативного отдела — заместитель начальника штаба армии. Указ Президента Российской Федерации  («закрытый») от 14 декабря 2022 года. Награждён посмертно.[41][42]
- Зверев Артём Вячеславович, ефрейтор, разведчик взвода глубинной разведки. Указ Президента Российской Федерации («закрытый») от 11 сентября 2024 года. Награждён посмертно.[43]
- Иванов Артём Эдуардович, гвардии старший лейтенант, командир зенитного ракетного взвода. Указ Президента Российской Федерации («закрытый») от 21 июня 2023 года. Награждён посмертно.[44]
- Иванов Валерий Вячеславович, гвардии рядовой. Указ Президента Российской Федерации от 1 декабря 1995 года. Награждён посмертно.
- Касьянов Илья Анатольевич, гвардии майор (впоследствии подполковник). Указ Президента Российской Федерации от 15 мая 1995 года.
- Межуев Денис Валериевич, гвардии подполковник. Указ Президента Российской Федерации («закрытый») от 25 апреля 2022 года. Награждён посмертно.
- Смирнов Игорь Сергеевич, сержант. Указ Президента Российской Федерации («закрытый») от 19 декабря 2022 года. Награждён посмертно.[45]
- Трошев Геннадий Николаевич, генерал-лейтенант (впоследствии генерал-полковник). Первый заместитель командующего 1-й гвардейской танковой армией, в последующем командующий группировкой в Чечне. Указ Президента Российской Федерации от 4 декабря 1999 года.
- Шуваев Георгий Иванович, полковник, начальник отдела ракетных войск и артиллерии 1-й гвардейской танковой армии. Указ Президента Российской Федерации («закрытый») от 14 декабря 2022 года. Награждён посмертно.

## Награды армии
За отличные боевые действия Верховный Главнокомандующий И. В. Сталин 21 раз объявлял армии благодарность, а Москва салютовала победными залпами. Все соединения и части 1-й гвардейской танковой армии награждены орденами Советского Союза, многие не один раз. Боевое Знамя прославленной 1-й гвардейской танковой бригады украсили шесть орденов: два ордена Ленина, ордена Красного Знамени, Суворова, Кутузова и Богдана Хмельницкого; 44-я гвардейская танковая бригада удостоена орденов Ленина, Красного Знамени, Суворова, Кутузова, Богдана Хмельницкого, Красной Звезды и Боевого Красного Знамени Монгольской Народной Республики.
Почти все соединения и части получили почётные наименования: Бердичевских, Чертковских, Прикарпатских, Зелещицких, Гусятинских, Черновицких, Ярославских, Перемышльских, Вислинских, Сандомирских, Лодзинских, Бранденбургских, Берлинских и др.
 — За проявленные героизм и отвагу, за стойкость, мужество, дисциплину, организованность и умелое выполнение боевых задач по разгрому немецко-фашистских захватчиков 1-я танковая армия была преобразована в 1-ю гвардейскую танковую армию. Приказ Народного комиссара обороны Маршала Советского Союза И. В. Сталина № 0016 от 25 апреля 1944 года.
 — За большие заслуги, проявленные в боях по защите Советской Родины, успехи в боевой и политической подготовке и в связи с 50-летием Советской Армии и Военно-Морского Флота. Указ Президиума Верховного Совета СССР от 22 февраля 1968 года.

## После Великой Отечественной войны

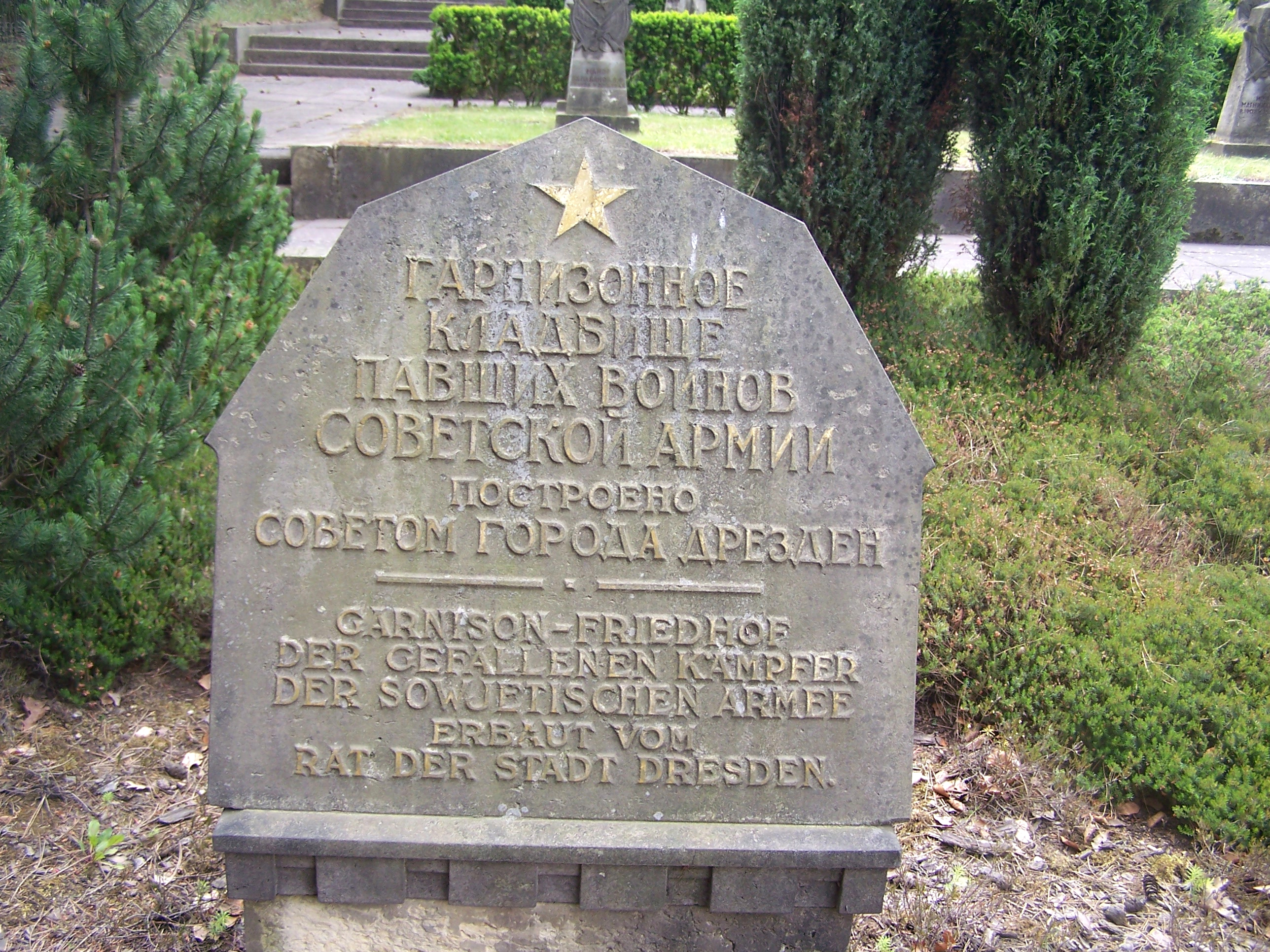
Памятный камень, установленный на гарнизонном кладбище в Дрездене.

После Великой Отечественной войны 1-я гвардейская танковая армия входила в состав Западной группы войск (ГСОВГ, ГСВГ).
Середина 1945 года.
Управление армии — в Дрездене.
Состав:
8-й гвардейский механизированный корпус;
11-й гвардейский танковый корпус.
В соответствии с приказом НКО СССР от 10.06.1945 года № 0013 в бронетанковых и механизированных войсках во второй половине 1945 года осуществлялось переформирование танковых корпусов в танковые дивизии, механизированных корпусов в механизированные дивизии, а танковых армий в механизированные армии.
В результате:
1945 год.
- 1-я гвардейская танковая армия переформирована в 1-ю гвардейскую механизированную армию.

К 1948 году армия имеет следующий состав:
- 9-й танковый корпус (передан из состава 3-й ударной армии) переформирован в 9-ю танковую дивизию;
- 11-й гвардейский танковый корпус переформирован в 11-ю гвардейскую танковую дивизию ;
- 8-й гвардейский механизированный корпус переформирован в 8-ю гвардейскую механизированную дивизию ;
- 47-я гвардейская стрелковая дивизия (из состава 4-го гвардейского стрелкового корпуса 8-й гвардейской армии) переформирована в 19-ю гвардейскую механизированную дивизию.

В марте 1957 года был утверждён новый штат танковых дивизий Советской Армии и штат мотострелковых дивизий, которые должны были заменить дивизии механизированные и стрелковые. В ходе реорганизации 1957 года состав армии стал следующим :
- 1-я гвардейская механизированная армия переформирована в 1-ю гвардейскую танковую армию;
- 9-я танковая дивизия переформирована в 13-ю тяжёлую танковую дивизию, (одна из двух тяжёлых танковых дивизий первыми в ВС СССР, оснащённых танками Т-10);
- 11-я гвардейская танковая дивизия;
- 8-я гвардейская механизированная дивизия переформирована в 20-ю гвардейскую мотострелковую дивизию;
- 19-я гвардейская механизированная дивизия переформирована в 26-ю гвардейскую танковую дивизию;

1959 год.

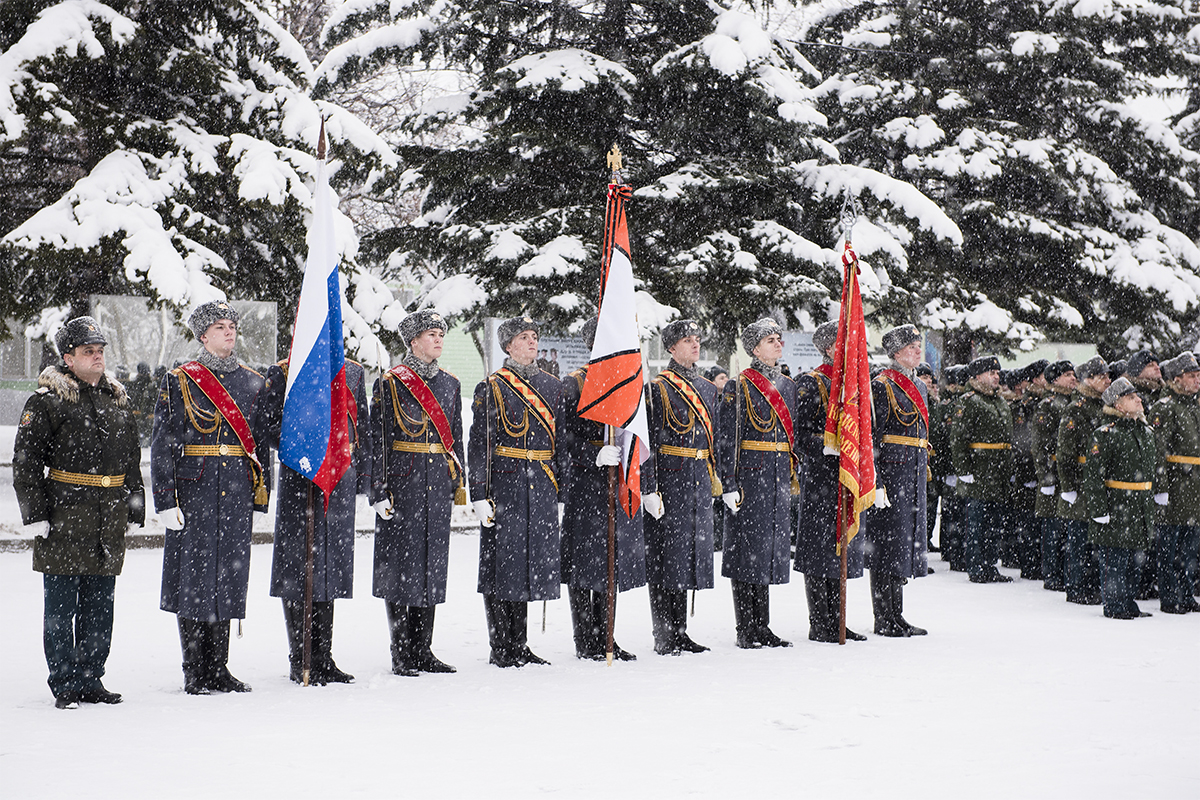
Празднование 75-й годовщины формирования 1-й гв. ТА в 2018 году.

- 20-я гвардейская мотострелковая дивизия передана в состав 18-й гвардейской общевойсковой армии.[46]

1964 год.
- 21-я гвардейская мотострелковая дивизия передана в состав армии из 8-й гвардейской общевойсковой армии.

1965 год.
Трём соединениям армии была возвращена нумерация периода Великой Отечественной войны, а тяжёлая танковая дивизия переводилась на штат обычной танковой дивизии.
- 13-я тяжёлая танковая дивизия преобразуется в 9-ю танковую дивизию;
- 21-я гвардейская мотострелковая дивизия преобразуется в 27-й гвардейскую мотострелковую дивизию;
- 26-я гвардейская танковая дивизия преобразуется в 47-ю гвардейскую танковую дивизию.

1968 год.
1-я гвардейская танковая Краснознамённая армия приняла участие в операции «Дунай» (ввод советских войск в Чехословакию)
1983 год.
- 20-я гвардейская мотострелковая дивизия передана в состав армии из 8-й гвардейской общевойсковой армии ;
- 27-я гвардейская мотострелковая дивизия передана в состав 8-й гвардейской общевойсковой армии.

1988 год
47-я гвардейская танковая дивизия находилась в составе 3-й общевойсковой армии.
1991-1993

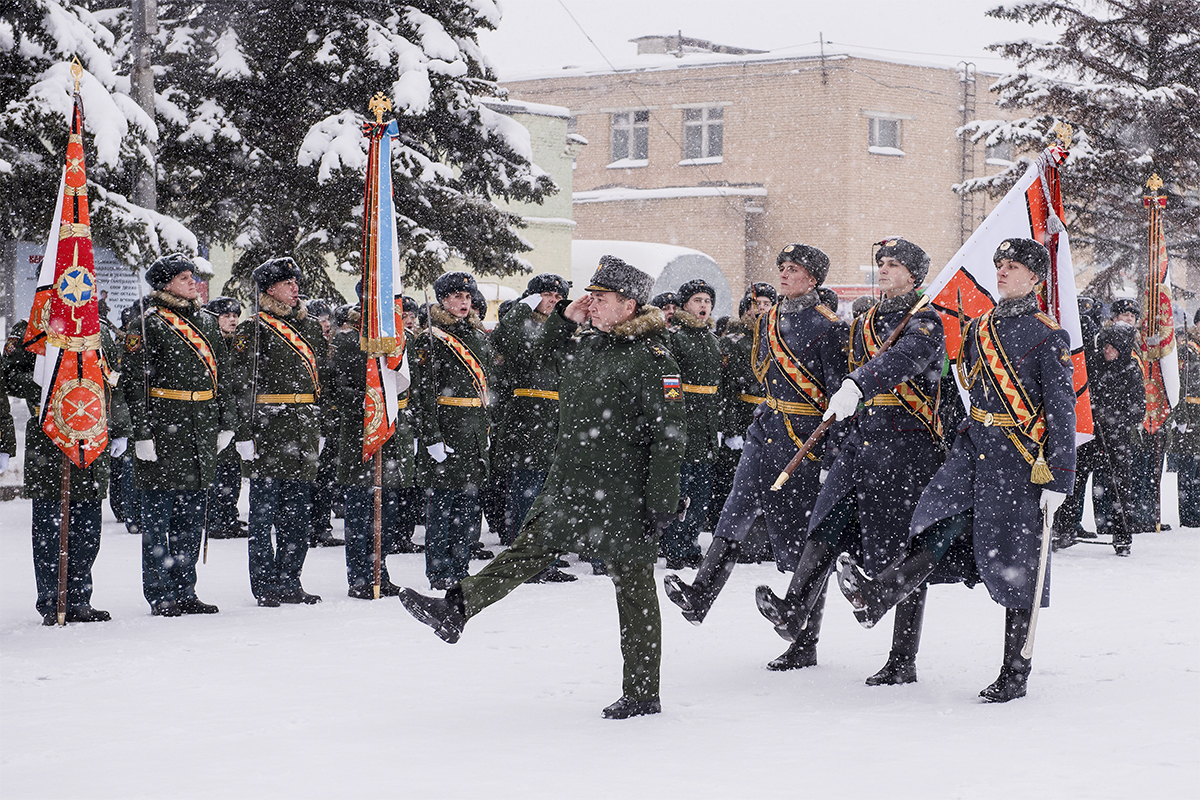
Празднование 75-й годовщины формирования 1-й гв. ТА в 2018 году.

Армия поэтапно выведена в город-герой Смоленск. Из Германии в Россию были выведены управление армии, две танковые дивизии, пять бригад, три отдельных полка и 98 частей различного назначения, расформированы — танковая дивизия, бригада, восемь отдельных батальонов и 22 учреждения.
1994 год
- 144-я гвардейская мотострелковая Ельнинская Краснознамённая, ордена Суворова дивизия пополнила боевой строй армии.

1999
Армия расформирована
2014
13 ноября 2014 года был подписан Указ Президента Российской Федерации о формировании 1-й гвардейской танковой Краснознамённой армии.
2016
Сформированы и введены в строй:
- 423-й гвардейский мотострелковый Ямпольский Краснознамённый, орденов Суворова и Кутузова полк;
- 1-й гвардейский танковый Чертковский Краснознамённый, дважды ордена Ленина, орденов Суворова, Кутузова и Богдана Хмельницкого полк имени маршала бронетанковых войск М. Е. Катукова

2018
Сформирован и введён в строй:
- 6-й инженерно-сапёрный полк[47]

## Командование армией
Командующие армией
- 30.01.1943 — 20.04.1948  гвардии генерал-полковник танковых войск Катуков, Михаил Ефимович (1900—1976)
- 20.05.1948 — 20.11.1950  гвардии генерал-лейтенант танковых войск Белов, Евтихий Емельянович (1901—1966)
- 20.11.1950 — 21.12.1953  гвардии генерал-лейтенант танковых войск Говоруненко, Пётр Дмитриевич (1902—1963)
- 21.12.1953 — 10.07.1957  гвардии генерал-лейтенант танковых войск Якубовский, Иван Игнатьевич (1912—1976)
- 10.07.1957 — 16.04.1958  гвардии генерал-лейтенант танковых войск Толубко, Владимир Фёдорович (1914—1989)
- 16.04.1958 — 11.03.1961 гвардии генерал-лейтенант танковых войск Ухов, Владимир Дмитриевич (1912—1965)
- 11.03.1961 — 29.12.1965  гвардии генерал-лейтенант танковых войск Ивановский, Евгений Филиппович (1918—1991)
- 29.12.1965 — 18.10.1968 гвардии генерал-лейтенант танковых войск Кожанов, Константин Григорьевич (1912—2000)
- 18.10.1968 — 22.11.1971 гвардии генерал-лейтенант танковых войск Герасимов, Иван Александрович (1921—2008)
- 22.11.1971 — 30.07.1973  гвардии генерал-лейтенант танковых войск Лушев, Пётр Георгиевич (1923—1997)
- 30.07.1973 — 07.1975 гвардии генерал-лейтенант танковых войск Снетков, Борис Васильевич (1925—2006)
- 07.1975 — 13.04.1979 гвардии генерал-лейтенант танковых войск Попов, Николай Иванович (1930—2008)
- 13.04.1979 — 6.01.1981 гвардии генерал-лейтенант танковых войск Савочкин, Роман Михайлович (1931—1983)
- январь 1981 — май 1983 гвардии генерал-лейтенант танковых войск Осипов, Владимир Васильевич (род. 20 августа 1933)
- май 1983 — сентябрь 1986 гвардии генерал-лейтенант Шеин, Борис Петрович (1937—2011)
- сентябрь 1986 — июль 1990 гвардии генерал-лейтенант Чернышев, Анатолий Куприянович (род. 29 мая 1938)
- июль 1990 — февраль 1992 гвардии генерал-лейтенант Колышкин, Геннадий Андреевич (2 июня 1943 — 8 апреля 2019[48])
- февраль 1992 — февраль 1993 гвардии генерал-лейтенант Шевцов, Леонтий Павлович (род. 14 марта 1946)
- февраль 1993 — август 1995 гвардии генерал-лейтенант Соседов, Василий Петрович (10 октября 1944 — 19 августа 1995)
- август 1995 — 1999 гвардии генерал-лейтенант Рощин, Виктор Михайлович (род. 22 октября 1941)
- ноябрь 2014 — апрель 2017  гвардии генерал-лейтенант Чайко, Александр Юрьевич (род. 27 июля 1971)
- апрель 2017 — апрель 2018 гвардии генерал-лейтенант Авдеев, Алексей Юрьевич (род. 17 мая 1967)[49]
- апрель 2018 — март 2023 — гвардии генерал-лейтенант Кисель, Сергей Александрович (род. 27 марта 1971)[50]
- март 2023 — август 2024 — гвардии генерал-лейтенант Терещенко, Николай Андреевич (род. 7 июля 1971)
- с августа 2024 — гвардии генерал-лейтенант Подлесный, Виталий Александрович (род. 30 декабря 1970)

Член Военного совета
- 28.04.1944 — 05.08.1946 Попель, Николай Кириллович, гвардии генерал-майор танковых войск, с 02.11.1944 гвардии генерал-лейтенант танковых войск
- (23.4.1956 — 27.9.1957) Липодаев, Иван Алексеевич, гвардии генерал-майор танковых войск

Заместители командующего
- 25.04.1944 — 25.08.1944 Баранович, Ефим Викентьевич, гвардии генерал-майор танковых войск
- 25.08.1944 — 12.07.1945 Гетман, Андрей Лаврентьевич,  гвардии генерал-лейтенант танковых войск

Заместители командующего
- 24.05.1944 — 09.05.1945 Слышкин, Афанасий Никитович, гвардии генерал-майор танковых войск

Начальник штаба армии
- 24.05.1944 — 09.05.1945 Шалин, Михаил Алексеевич, генерал-лейтенант

Начальники оперативного отдела (второй заместитель начальника штаба)
- 25.04.1944 — 30.06.1945 Никитин Матвей Тимофеевич, полковник

Начальник разведывательного отдела (заместитель начальника штаба по разведке)
- 24.05.1944 — 09.05.1945 Соболев, Алексей Михайлович, полковник

Начальник политического отдела
- 02.02.1943 — 09.05.1945 Журавлёв, Алексей Георгиевич, гвардии полковник, с 29.05.1944 гвардии генерал-майор танковых войск

Командующие артиллерией (заместитель командующего войсками армии по артиллерии)
- 25.04.1944 — 24.06.1944 Вишневский, Тимофей Наумович, полковник
- 24.06.1944 — 09.05.1945 Фролов Иван Фёдорович, генерал-майор артиллерии

Начальник управления бронетанкового снабжения и ремонта (помоник командующего войсками армии по технической части)
- 25.04.1944 — 09.05.1945 Дынер Павел Григорьевич, инженер-полковник, с 11.07.1945 генерал-майор инженерно-технической службы

Начальники управления тыла армии (заместитель командующего войсками армии по тылу)
- 25.04.1944 — 09.05.1945 Коньков Василий Фомич, генерал-майор

Начальник инженерных войск (заместитель командующего войсками армии по инженерным войскам)
- 25.04.1944 — 09.05.1945 Харчевин Фёдор Павлович, полковник, с 20.04.1945 генерал-майор инженерных войск

Начальник отдела связи (начальник связи армии)
- 25.04.1944 — 09.05.1945 Захаров Григорий Павлович, полковник

Заместитель начальника штаба армии
- 24.05.1944 — 09.05.1945 Симочкин Дмитрий Александрович, полковник